# Go to Heaven
《Go to Heaven》은 1980년 4월 28일, 아리스타 레코드에서 발매한 미국의 록 밴드 그레이트풀 데드의 열한 번째 스튜디오 음반 (전체 열여섯 번째)이다. 키보디스트 브렌트 마이들랜드와 함께 발매한 밴드의 첫 번째 음반이다. 《Go to Heaven》은 외부 프로듀서인 게리 라이언스를 고용한 세 번째 연속 그레이트풀 데드의 스튜디오 음반이자 7년 넘게 활동한 마지막 음반이기도 하다.

## 녹음
키보디스트 키스 가드쇼와 보컬리스트 도나 가드쇼는 1979년 2월, 그레이트풀 데드를 탈퇴하고 브렌트 마이들랜드로 자리를 옮겼다. 밴드 실버에서 활동하는 동안 마이들랜드는 히트 팝송 〈Wham Bam Shang-a-Lang〉에서 공연했으며, 1976년 밴드 컨트리 록 음반의 수록곡을 연주하고 작곡하기도 했다. 그 후 그는 그레이트풀 데드의 리듬 기타리스트 밥 위어의 솔로 밴드 바비 앤 더 미드나이츠와 함께 투어를 진행했다.
그레이트풀 데드는 라이브 자료를 발매하기 전에 다른 스튜디오 음반을 녹음할 계약 의무가 있었다. 이전 두 음반과 마찬가지로 클라이브 데이비스와의 계약에 따라 외부 프로듀서를 고용했으며, 상업적 잠재력이 더 큰 주류 프로덕션 (그리고 히트 싱글)을 희망했다. 데이비스는 포리너의 데뷔 음반으로 성공을 거둔 것으로 유명한 영국의 프로듀서 게리 라이언스를 보냈다. 몇 달에 걸친 트랙 제작 기간 동안 라이언스는 에어로스미스와 함께 작업하기 시작했고, 《Night in the Ruts》의 프로듀싱을 이어받았다. 그는 캘리포니아와 뉴욕을 오가며 보조 프로듀서 피터 테아와 계약을 맺었다.

## 반응
| 전문가 평가      | 전문가 평가 |
| 평가 점수        | 평가 점수   |
| 출처             | 점수        |
| ---------------- | ----------- |
| AllMusic         | [ 5 ]       |
| Robert Christgau | C           |

발매 당시 《Go to Heaven》은 일반적으로 비평가들로부터 평균에서 부정적인 반응을 얻었다. 밴드의 뿌리로 돌아가 "더 펑키한 록 사운드"를 가지고 있었지만, 여전히 주류적인 시도였으며 많은 리뷰에서 "흐릿한" 것으로 여겨졌다. 마이들랜드의 보컬은 마이클 맥도널드와 비슷했으며, 일부 비평가들은 캘리포니아 소프트 록의 영향력을 두비 브라더스가 취한 방향과 비교했다. 그러나 《빌보드》 평론가들은 이 디스크가 "새로운 팬을 유치하고 이미 엄청난 팔로워를 확보해야 한다"는 의견을 표명했다.

## 곡 목록
| #  | 제목                     | 작사·작곡                  | 리드 보컬  | 재생 시간 |
| -- | ------------------------ | -------------------------- | ---------- | --------- |
| 1. | 〈Alabama Getaway〉      | 제리 가르시아, 로버트 헌터 | 가르시아   | 3:36      |
| 2. | 〈Far from Me〉          | 브렌트 마이들랜드          | 마이들랜드 | 3:40      |
| 3. | 〈Althea〉               | 가르시아, 헌터             | 가르시아   | 6:51      |
| 4. | 〈Feel Like a Stranger〉 | 밥 위어, 존 페리 발로      | 위어       | 5:07      |

| #  | 제목                                | 작사·작곡                | 리드 보컬  | 재생 시간 |
| -- | ----------------------------------- | ------------------------ | ---------- | --------- |
| 1. | 〈Lost Sailor〉                     | 위어, 발로               | 위어       | 5:54      |
| 2. | 〈Saint of Circumstance〉           | 위어, 발로               | 위어       | 5:40      |
| 3. | 〈Antwerp's Placebo (The Plumber)〉 | 미키 하트, 빌 크로이츠만 | 기악       | 0:38      |
| 4. | 〈Easy to Love You〉                | 마이들랜드, 발로         | 마이들랜드 | 3:40      |
| 5. | 〈Don't Ease Me In〉                | 민요                     | 가르시아   | 3:13      |